# Polyrhachis townsvillei
Polyrhachis townsvillei é uma espécie de formiga do gênero Polyrhachis, pertencente à subfamília Formicinae.